# Referendum abrogativo a San Marino del 1997
Il Referendum abrogativo sammarinese del 1997 è stato un referendum di tipo abrogativo svoltosi a San Marino il 26 ottobre 1997.
Il referendum proponeva che lo svolgimento di attività economiche in forma di società di capitali aventi quale oggetto sociale l'acquisto ovvero la gestione ovvero la vendita di immobili fosse consentita esclusivamente nelle forme di società con azioni o quote nominative. Il quorum veniva raggiunto con il 32% degli aventi diritto.
Il quesito era:

## Affluenza alle urne
|                     | TOTALE | PERCENTUALE % | PERCENTUALE %         |
| ------------------- | ------ | ------------- | --------------------- |
| Iscritti alle liste | 29.932 | 100,00%       | SUL TOTALE ELETTORI   |
| Votanti             | 13.896 | 46,43%        | SUL TOTALE ELETTORI   |
| Voti validi         | 13.484 | 99,24%        | SUL NUMERO DI VOTANTI |
| Schede bianche      | 238    | 1,71%         | SUL NUMERO DI VOTANTI |
| Voti nulli          | 174    | 1,25%         | SUL NUMERO DI VOTANTI |
| Astenuti            | 16.036 | 53,57%        | SUL TOTALE ELETTORI   |

## Risultati
| RISPOSTA           |    | Voti   | %      |
| ------------------ | -- | ------ | ------ |
| SÌ                 | Si | 11.877 | 88,08% |
| NO                 | No | 1.607  | 11,92% |
| BIANCHE E NULLE    |    | 412    | 2,96%  |
| TOTALE VOTI VALIDI |    | 13.484 | 100%   |

| Sì 11877 (88,08%) |  |  | No 1607 (11,92%) |
| ▲                 |  |  |                  |

### Risultati per castello
| RISULTATI PER CASTELLO | SÌ     | NO     | AFFLUENZA |
| Città di San Marino    | 88,67% | 11,33% | 43,77%    |
| Acquaviva              | 88,78% | 11,22% | 42,16%    |
| Borgo Maggiore         | 88,28% | 11,72% | 49,07%    |
| Chiesanuova            | 78,37% | 21,63% | 30,47%    |
| Domagnano              | 88,11% | 11,89% | 50,92%    |
| Faetano                | 86,76% | 13,24% | 34,70%    |
| Fiorentino             | 89,48% | 10,52% | 45,98%    |
| Montegiardino          | 90,58% | 9,42%  | 33,36%    |
| Serravalle             | 88,16% | 11,84% | 53,19%    |
| San Marino             | 88,08% | 11,92% | 46,43%    |